# شيح (الشعر)

تعديل مصدري - تعديل

شيح محلة تابعة لقرية ذى باهل، التابعة لعزلة الوسط بمديرية الشعر إحدى مديريات محافظة إب في الجمهورية اليمنية، بلغ تعداد سكانها 53 حسب تعداد اليمن لعام 2004.